# 粘叶莸
粘叶莸（学名：Caryopteris glutinosa），为唇形科莸属下的一个植物种。